# 许来贤
许来贤（1970年6月18日—），马来西亚政治人物，人民公正党雪兰莪州副主席。曾经担任马来西亚雪兰莪州八打灵再也南区国会议员（2008年至2018年）、雪兰莪州议会加影州议员（2018年至2023年），雪兰莪州行政议员掌管州旅游、环境、绿色科技及原住民事务。1999年加入国民公正党，并在2008年击败马华公会副主席林祥才当选为八打灵再也南区（现八打灵再也）国会议员。

## 个人背景
许来贤来自霹雳州，1991年开始在马来亚大学求学后便在八打灵再也定居。